# Alice Kunek
Alice Kunek (Box Hill, 6 gennaio 1991) è una cestista australiana con cittadinanza irlandese.

## Carriera
Con l'Australia ha disputato i Campionati oceaniani del 2015 e i Campionati asiatici del 2017.